# Samuel Kňažko
Samuel Kňažko (né le 7 août 2002 à Trenčín en Slovaquie) est un joueur professionnel slovaque de hockey sur glace. Il évolue au poste de défenseur.

## Biographie

### Carrière en club
Formé au MHK Dubnica nad Váhom, il a joué pour les équipes de jeunes du Dukla Trenčín puis du TPS en Finlande à partir de 2018. Il est choisi par les Thunderbirds de Seattle en vingt-et-unième position lors de la sélection européenne 2020 de la Ligue canadienne de hockey. Il est choisi au troisième tour, en soixante-dix-huitième position par les Blue Jackets de Columbus lors du repêchage d'entrée dans la LNH 2020. En 2021, il joue son premier match en senior dans la Liiga avec le TPS. Au cours de la saison 2020-2021, il décide de partir en Amérique du Nord en rejoignant les Thunderbirds de Seattle dans la Ligue de hockey de l'Ouest. En 2022-2023, il passe professionnel avec les Monsters de Cleveland, club école des Blue Jackets dans la Ligue américaine de hockey. Le 13 avril 2023, il joue son premier match dans la Ligue nationale de hockey avec les Blue Jackets de Columbus face aux Penguins de Pittsburgh.

### Carrière internationale
Il représente la Slovaquie au niveau international. Il prend part aux sélections jeunes. Il participe à son premier championnat du monde senior en 2021. Il est sélectionné pour les Jeux olympiques de 2022 durant lesquels la Slovaquie remporte la médaille de bronze.

## Statistiques

### En club
| Saison    | Équipe                   | Ligue |    | Saison régulière | Saison régulière | Saison régulière | Saison régulière | Saison régulière |   | Séries éliminatoires | Séries éliminatoires | Séries éliminatoires | Séries éliminatoires | Séries éliminatoires |
| Saison    | Équipe                   | Ligue | PJ | B                | A                | Pts              | Pun              | PJ               | B | A                    | Pts                  | Pun                  |                      |                      |
| 2021-2022 | TPS                      | Liiga | 1  | 0                | 0                | 0                | 0                | -                | - | -                    | -                    | -                    |                      |                      |
| 2021-2022 | Thunderbirds de Seattle  | LHOu  | 27 | 5                | 15               | 20               | 12               | 25               | 1 | 5                    | 6                    | 2                    |                      |                      |
| 2022-2023 | Monsters de Cleveland    | LAH   | 50 | 1                | 20               | 21               | 17               | -                | - | -                    | -                    | -                    |                      |                      |
| 2022-2023 | Blue Jackets de Columbus | LNH   | 2  | 0                | 0                | 0                | 0                | -                | - | -                    | -                    | -                    |                      |                      |

### En équipe nationale
| Année | Compétition                          |   | PJ | B | A | Pts | Pun | +/-                 |  | Résultat |
| 2018  | Championnat du monde moins de 18 ans | 5 | 2  | 1 | 3 | 0   | +7  | Septième place      |  |          |
| 2019  | Championnat du monde moins de 18 ans | 7 | 0  | 0 | 0 | 4   | -6  | Dixième place       |  |          |
| 2020  | Championnat du monde junior          | 5 | 0  | 1 | 1 | 4   | -8  | Huitième place      |  |          |
| 2021  | Championnat du monde junior          | 4 | 0  | 1 | 1 | 14  | -4  | Huitième place      |  |          |
| 2021  | Championnat du monde                 | 8 | 0  | 0 | 0 | 0   | -1  | Huitième place      |  |          |
| 2022  | Championnat du monde junior          | 2 | 0  | 1 | 1 | 0   | 0   | Compétition annulée |  |          |
| 2022  | Jeux olympiques                      | 7 | 0  | 1 | 1 | 2   | -1  | Médaille de bronze  |  |          |